# Live at the Fillmore East (Jefferson Airplane)
Live at the Fillmore East è un album live dei Jefferson Airplane, registrato nel maggio del 1968 e pubblicato nel 1998. È confondibile con Sweeping Up the Spotlight: Live at the Fillmore East, un album contenente le registrazioni di concerti effettuati al Fillmore di New York nel novembre del 1969. Alcuni brani pubblicati in Live at the Fillmore East (Fat Angel e Thing, originariamente chiamata Bear Melt) furono precedentemente inclusi nel live Bless Its Pointed Little Head, pubblicato nel febbraio del 1969.

## Tracce
1. Intro/The Ballad of You and Me and Pooneil (Paul Kantner) – 8:35
2. She Has Funny Cars (Jorma Kaukonen, Marty Balin) – 3:56
3. It's No Secret (Balin) – 3:41
4. Won't You Try/Saturday Afternoon (Kantner) – 5:07
5. Greasy Heart (Grace Slick) – 4:05
6. Star Track (Kaukonen) – 7:36
7. Wild Time (H) (Kantner) – 3:21
8. White Rabbit (Slick) – 2:58
9. Thing (Kantner, Kaukonen, Jack Casady, Spencer Dryden) – 11:28
10. Today (Balin, Kantner) – 3:29
11. The Other Side of this Life (Fred Neil) – 5:13
12. Fat Angel (Donovan) – 9:04
13. Watch Her Ride (Kantner) – 3:12
14. Closing Comments – 0:46
15. Somebody To Love (Darby Slick) – 3:21

## Formazione
- Marty Balin — voce (tracce 1, 2, 3, 4, 7, 10, 11, 13); basso (traccia 12); cori (traccia 15)
- Jack Casady — basso (in ogni traccia); chitarra ritmica (traccia 12)
- Spencer Dryden — batteria (in ogni traccia)
- Paul Kantner — chitarra ritmica (in ogni traccia); voce (tracce 1, 4, 7, 11, 12, 13); cori (traccia 15)
- Jorma Kaukonen — chitarra solista (in ogni traccia); voce (traccia 6)
- Grace Slick — voce (tracce 1, 2, 3, 4, 5, 7, 8, 10, 11, 13, 15); pianoforte (tracce 1, 4, 5)